# 오스카르 라퐁텐
오스카르 라퐁텐(독일어: Oskar Lafontaine, 1943년 9월 26일 ~ )은 독일의 좌파당 정치인이다.

## 생애와 교육
자를루이에서 기술자 집안에서 태어났다. 그의 부친 한스 라퐁텐은 전문 은행가였으며, 제1차 세계대전중에 입대하였다가 전사하였다. 오스카르는 어린 시절을 딜링겐에서 모친 카테리네, 자기의 쌍둥이형제 한스 2세와 함께 보냈다.
프륌에 있는 로마 가톨릭교회 주교 기숙사 연구소에 입학하여, 레기노 김나지움에서 교육을 받았다. 1962년 학교를 떠나고 독일 가톨릭교회의 학문 법인 쿠자누즈베르크에서 장학금을 받아 본과 자를란트의 대학교들에서 물리학을 수학하였다. 그는 타이타늄산 바륨의 단결정 생산을 다룬 졸업 논문을 써서 1969년에 졸업하였다. 1974년까지 자르브뤼켄의 VVS에 근무하면서, 1971년부터 그 평의원을 지냈다.

## 정치적 상승
라퐁텐은 자르브뤼켄의 시장으로서 지방적으로 두드러졌으며, 헬무트 슈미트 총리의 독일에서 페르싱 2호 미사일을 배치하는 나토의 계획에 성원을 비평하면서 더욱 널리 알려졌다. 1985년부터 1998년까지 자를란트 주정부의 총리를 지내면서, 철강 생산과 석탄 채굴에 기초를 둔 자를란트의 산업 지대를 보존하는 데 애를 썼다. 또한 단기간 독일 연방상원의 총재를 지내기도 하였다.

## 총리 입후보

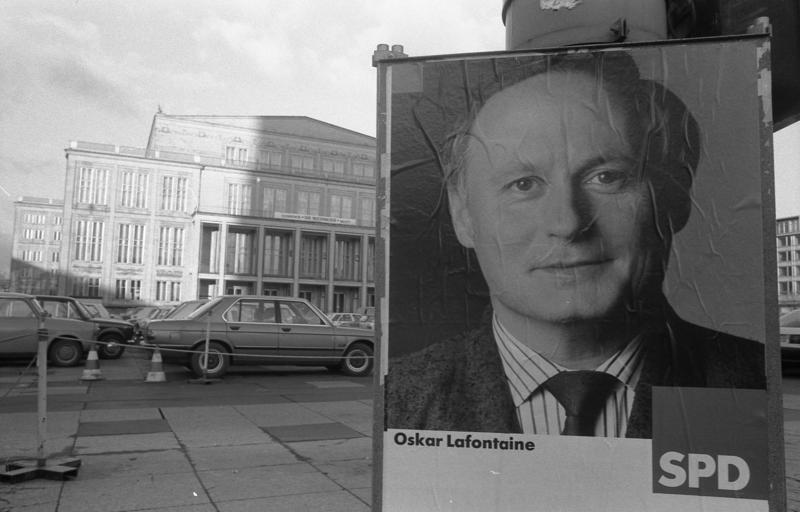
1990년 라퐁텐의 선거 포스터

독일의 재통일에 이어 실시된 1990년 총선에서 사회민주당 후보였다. 선거운동 중, 쾰른에서 연설을 마치고 정신병자 여성에게 칼의 공격을 공격을 받아 그의 동맥이 깊이 베어졌고, 자신은 며칠 동안 비평적 분위기에 있었다.

## 정치 복귀
1995년 만하임 집회에서 놀라운 운동으로 루돌프 샤르핑을 대신하여 사회민주당 의장으로 선출되었다. 라퐁텐은 헬무트 콜 총리와 그의 기독교 민주연합에 대항하여 수많은 세월에 독일 정치의 특징을 지운 초당 합동 정책을 물리치는 데 사회민주당의 정치적 중요성을 가져오는 데 주요한 책임이 있었다. 그는 콜 총리에게 도움을 주는 것은 자신의 피하기 어려운 권리 설정 만을 연장한다고 주장하였다.
이 전략은 1998년 9월의 투표 결과에서 사회민주당에게 뜻밖의 명확한 승리를 주었다. 라퐁텐은 게르하르트 슈뢰더 초기 정부에서 재무 장관에 임명되었다.

## 재무 장관
재무 장관으로서 짧은 재직 기간 중에 라퐁텐은 영국-유럽 회의론의 주요한 고민 거리였다. 다른 것들과 더불어 영국의 세금 인상 결과를 가져온 유럽 연합의 세금 조화 조언을 요구하였기 때문이다. 1998년 영국의 대중신문 "더 선(The Sun)"은 라퐁텐을 "유럽에서 가장 위험한 남자"로 불렀다. 1999년 3월 11일 그는 재무 장관 직과 당수 직을 사임하였다.

## 사회민주당의 탈당과 좌파당의 창당
2005년 5월 24일 라퐁텐은 사회민주당을 탈당하였다. 2주 간의 고뇌 끝에 6월 10일에 직접 좌파당의 최고 후보로 나가면서, 서부 독일에 본부를 둔 노동사회정의당과 좌파당의 합당을 선언하였다. 6월 18일에는 노동 사회 정의당에 입당 하여, 같은 날에 노르트라인베스트팔렌주의 연방 선거에서 선출되었다.
2009년 건강이 쇠약해져 암 진단 받고 2010년 1월 정계에서 은퇴하였다.
2011년 동독 출신의 좌파당의 떠오르는 젊은 리더 자라 바겐크네히트와 연인 관계임을 밝혀 세간의 주목을 받았다.